# True Lies (série télévisée)
Pour le film, voir True Lies.
Production
Diffusion
True Lies : pour le meilleur et pour le pire (True Lies) est une série télévisée américaine en treize épisodes de 43 minutes créée par Matt Nix et diffusée entre le 1er mars et le 17 mai 2023 sur le réseau CBS. Il s'agit d'une adaptation du film True Lies (1994) de James Cameron, lui-même inspiré de La Totale ! (1991) de Claude Zidi.
En France, elle est disponible depuis le 19 avril 2023 sur Disney+, et au Québec à partir du 11 janvier 2024 sur Noovo sous le titre Vrai Mensonge. Elle reste inédite dans les autres pays francophones.
La série est arrêtée après une seule saison.

## Synopsis
Harry Tasker est souvent loin de chez lui pour son travail de vendeur d'ordinateurs pour la société Telonyx Solutions. En réalité, il travaille en tant qu'agent gouvernemental de premier plan pour une unité américaine secrète de lutte contre le terrorisme, Omega Sector. Sa femme, Helen Tasker, est enseignante et s'ennuie dans sa vie. Un jour, elle soupçonne Harry de l'avoir trompée. Pour prouver qu'elle fait erreur, Harry l'emmène en voyage romantique à Paris. Mais des circonstances inattendues vont l'obliger à révéler sa vie d'espion. La mère de famille va alors rejoindre Harry et son équipe pour des missions secrètes dans le monde entier.

## Distribution

### Acteurs principaux
- Steve Howey (VF : Franck Lorrain) : Harry Tasker
- Ginger Gonzaga (VF : Audrey Sourdive) : Helen Tasker
- Mike O'Gorman (VF : Sébastien Desjours) : Luther Tenet
- Erica Hernandez (VF : Sandra Parra) : Maria Ruiz
- Annabella Didion (VF : Alice Orsat) : Dana Tasker
- Lucas Jaye (VF : Enzo Ratsito) : Jake Tasker
- Omar Benson Miller (VF : Jean-Baptiste Anoumon) : Albert « Gib » Gibson Jr.

### Invités
- Carlo Rota : François
- Andy Martin : Mikkel Rand
- Beverly D'Angelo (VF : Pascale Vital) : la directrice Susan Trilby
- Andrea Laing (VF : Marion Gress) : Cherry
- Deneen Tyler (VF : Maïk Darah) : Mme Myers
- Jackson Hurst : Harold
- Matthew Lillard : Nathan « The Wolf »
- Tom Arnold (VF : Stéphane Bazin) : Arnie Orwig
- Keith David (VF : Thierry Desroses) : Albert « Al » Gibson Sr.
- Vanessa Lengies : Quinn

 Source et légende : version française (VF) sur RS Doublage

## Production

### Genèse et développement
En septembre 2010, il est annoncé que James Cameron prépare une série adaptée de son film True Lies sorti en 1994 pour Lightstorm Entertainment et 20th Television. Il retrouve le producteur de Dark Angel René Echevarria (en), annoncé comme show runner,. En 2017, Fox envisage un pilote avec Marc Guggenheim comme scénariste et McG comme producteur délégué et réalisateur éventuel,. En mai 2019, McG annonce que la série devrait être diffusée sur Disney+,.
En février 2021, CBS annonce avoir commandé un nouveau pilote avec cette fois-ci Matt Nix (en) à l'écriture. McG est toujours lié au projet comme producteur délégué. En mars 2021, CBS met en attente la série pour laisser plus de temps aux auteurs pour travailler davantage sur le pilote.
La série est relancée en mai 2022. Anthony Hemingway est annoncé à la réalisation du pilote alors que CBS annonce la série pour la saison 2022–2023.
Le 8 mai 2023, la série est arrêtée.

### Attribution des rôles
En mai 2022, Steve Howey et Ginger Gonzaga sont annoncés dans les rôles principaux. Erica Hernandez, Omar Miller, Mike O'Gorman, Annabella Didion ou encore Lucas Jaye dans des rôles secondaires.
En février 2023, Matthew Lillard, Keith David ou encore Jackson Hurst sont annoncés en invités, alors que Tom Arnold — qui incarnait Albert « Gib » Gibson dans le film de 1994 — est confirmé pour une apparition mais dans un autre rôle.

### Tournage
Le tournage a lieu à Atlanta et Los Angeles ; le pilote a été tourné à La Nouvelle-Orléans,.

## Épisodes
1. Pilot
2. Public Secrets
3. Separate Pairs
4. Rival Companions
5. Unrelated Parents
6. Working Vacation
7. Independent Dependents
8. Honest Manipulations
9. Bitter Sweethearts
10. Friendly Enemies
11. Unfamiliar Partnerships
12. Lying Truths
13. Waking Dreams

## Accueil

### Critiques
Sur le site de IMDb,la série est noté 5,2/10 sur une moyenne de 4 900 avis. 